# Suizhou
Suizhou (traditionel kinesisk: 随州; pinyin: Suízhōu) er en by på præfekturniveau i provinsen Hubei i det centrale Kina. Præfekturet har et areal på 9.636 km² og en befolkning på
2.540.000 mennesker (2007).

## Trafik
Kinas rigsvej 316 går gennem området. Den fører fra Fuzhou i Fujian via Nanchang i Jiangxi og Wuhan i Hubei til Lanzhou i Gansu.

## Administrative enheder
Suizhou består af: 
- Bydistriktet Zengdu – 曾都区 Zēngdū Qū ;
- Byamtet Guangshui – 广水市 Guǎngshuǐ Shì.

31°43′N 113°23′Ø / 31.717°N 113.383°Ø